# 张春生 (1941年)
张春生（1941年—），男，北京人，中华人民共和国政治人物、立法学家，曾任全国人大常委会法制工作委员会副主任。